# بطولات رابطة محترفي التنس 500 نقطة
سلسلة بطولات 500 نقطة (المعروفة سابقًا باسم سلسلة بطولة رابطة المحترفين، والسلسلة الذهبية لبطولة رابطة المحترفين، والبطولة العالمية لرابطة المحترفين 500 نقطة ) هي سلسلة جديدة لبطولات التنس في رابطة محترفي كرة المضرب (التنس) تم استحداثها في عام 2009 لتحل محل سلسلة بطولات كرة المضرب الذهبية الدولية مع سحب العديد من البطولات من السلسلة السابقة إلى الجديدة، وتعبر سلسلة بطولات 500 هي رابع أعلى فئة من بطولات التنس السنوية للرجال بعد البطولات الأربعة الكبرى لكرة المضرب ونهائيات الجولة العالمية لرابطة محترفي التنس ودورات الماسترز 1000 نقطة
تضم السلسلة 13 بطولة لكل منها صلاحية منح بطلها 500 نقطة في التصنيف العالمي ويكون عدد اللاعبين المشاركين في كل بطولة مختلف عن الأخرى فهنالك بطولات يشارك فيها 48 لاعب وأيضاً 32 و 56 لفردي الرجال و 16 و 24 للزوجي ويفرض على كل لاعب بالمشاركة في ما لا يقل عن 4 بطولات في كل موسم وتكون بلعب بطولة واحدة بعد انتهاء كل بطولة كبرى، من الضروري للاعبين البارزين دخول ما لا يقل عن أربعة أحداث 500 نقطة، بما في ذلك حدث واحد على الأقل بعد بطولة الولايات المتحدة المفتوحة؛ إذا لعبوا أقل من أربعة، أو فشلوا في اللعب في واحدة بعد بطولة الولايات المتحدة المفتوح، فإنهم يحصلون على درجة «صفر» في ترتيبهم العالمي لكل واحد قصير. يحمل روجر فيدرر الرقم القياسي لمعظم الألقاب الفردية وهو 24، بينما يحمل دانييل نيستور الرقم القياسي لأكبر عدد من الألقاب الزوجية بـ 20.

## قائمة البطولات
| البطولة                                 | البلد                    | المدينة                     | المركز الحالي                              | سنة الإنشاء | نوع الملعب          | مساحة المركز | السحب | البطل المدافع عن اللقب | الجوائز المالية | الجائزة المالية للفائز |
| --------------------------------------- | ------------------------ | --------------------------- | ------------------------------------------ | ----------- | ------------------- | ------------ | ----- | ---------------------- | --------------- | ---------------------- |
| بطولة روتردام المفتوحة                  | هولندا                   | روتردام                     | روتردام أهوي                               | 1972        | صلبة (ملاعب داخلية) | 15,818       | 32    | آندريه روبليف          | €2,155,295      | €406,840               |
| بطولة ريو المفتوحة                      | البرازيل                 | ريو دي جانيرو               | مركز سباق الخيل داجافيا [الإنجليزية]       | 2014        | ترابية              | 6,200        | 32    | كريستيان غارين         | $1,915,485      | $355,530               |
| بطولة دبي للتنس                         | الإمارات العربية المتحدة | دبي                         | ملعب دبي لكرة المضرب                       | 1993        | صلبة                | 5,000        | 32    | أصلان كاراتسيف         | $2,950,420      | $565,705               |
| بطولة ريو المفتوحة بطولة أكابولكو للتنس | المكسيك                  | أكابولكو                    | مركز الأميرة فيرمونت أكابولكو [الإنجليزية] | 1993        | صلبة                | 6,000        | 32    | ألكسندر زفيريف         | $2,000,845      | $372,785               |
| بطولة برشلونة للتنس                     | إسبانيا                  | برشلونة                     | مركز ريال للتنس برشلونة [الإنجليزية]       | 1953        | ترابية              | 8,800        | 48    | رافاييل نادال          | €1,702,800      | €178,985               |
| بطولة كوينز للتنس                       | المملكة المتحدة          | لندن                        | مركز كوينز [الإنجليزية]                    | 1890        | عشبية               | 8,650        | 32    | ماتيو بوريتيني         | €1,836,660      | €427,590               |
| بطولة هاله المفتوحة                     | ألمانيا                  | هاله (شمال الراين-وستفاليا) | ستاد غاري ويبر [الإنجليزية]                | 1993        | Grass               | 12,300       | 32    | أوغو هامبرت            | €1,983,595      | €427,590               |
| أبطال هامبورغ                           | ألمانيا                  | هامبورغ                     | أم روثينباوم [الإنجليزية]                  | 1892        | ترابية              | 13,300       | 32    | بابلو كارينو           | €1,619,935      | €349,200               |
| بطولة واشنطن المفتوحة                   | الولايات المتحدة         | واشنطن العاصمة              | مركز ويليم فيتزجيرالد للتنس [الإنجليزية]   | 1969        | صلبة                | 7,500        | 48    | جانيك سينر             | $1,890,165      | $384,120               |
| بطولة الصين المفتوحة للتنس              | الصين                    | بكين                        | مركز كرة المضرب للحديقة الأولمبية          | 1993        | صلبة                | 15,000       | 32    | دومينيك ثيم            | $3,401,860      | $733,320               |
| بطولة طوكيو للتنس                       | اليابان                  | طوكيو                       | مدرج أرياك                                 | 1972        | صلبة                | 10,000       | 32    | نوفاك دجوكوفيتش        | $1,781,930      | $384,120               |
| بطولة فيينا المفتوحة                    | النمسا                   | فيينا                       | مبنى فينر [الإنجليزية]                     | 1974        | صلبة (ملاعب داخلية) | 7,500        | 32    | ألكسندر زفيريف         | €2,198,250      | €473,865               |
| بطولة بازل للتنس                        | سويسرا                   | بازل                        | صالة القديس يعقوب [الإنجليزية]             | 1970        | صلبة (ملاعب داخلية) | 9,000        | 32    | روجر فيدرير            | €1,984,420      | €427,765               |
| بطولة أستانا المفتوحة للتنس             | كازاخستان                | آستانا                      | مركز دوليت الوطني للتنس                    | 2022        | صلبة (ملاعب داخلية) | 11,000       | 32    | نوفاك دجوكوفيتش        | 2,054,825 $     | 1,900,000 $            |

## أسماء قديمة للبطولة
1990-1999: سلسلة بطولة رابطة المحترفين
2000-2008: السلسلة الذهبية لبطولة رابطة المحترفين.
2009-2018: البطولة العالمية لرابطة المحترفين 500 نقطة.
2019 إلى الوقت الحالي: بطولة رابطة محترفي التنس 500 نقطة.

## نقاط بطولة المحترفين
| حدث       | الفوز | النهائي | النصف النهائي | الربع النهائي | دور الـ 16 | دور الـ 32 | الدور    | الدور 2  | الدور 1  |
| فردي رجال | 500   | 300     | 180           | 90            | 45         | 20         | 10       | 4        | 0        |
| زوجي رجال | 500   | 300     | 180           | 90            | 0          | غير محدد   | غير محدد | غير محدد | غير محدد |

## البطولات الفردية

### الفائزون بسلسلة بطولة رابطة المحترفين
|                | 1990                              | 1991                              | 1992                              | 1993                              | 1994                              | 1995                              | 1996                               | 1997                               | 1998                               | 1999                               |
| -------------- | --------------------------------- | --------------------------------- | --------------------------------- | --------------------------------- | --------------------------------- | --------------------------------- | ---------------------------------- | ---------------------------------- | ---------------------------------- | ---------------------------------- |
| بروكسل         | بورس بيكر                         | غاي فورجيه                        | بيكر                              | لا يوجد أحداث                     | لا يوجد أحداث                     | لا يوجد أحداث                     | لا يوجد أحداث                      | لا يوجد أحداث                      | لا يوجد أحداث                      | لا يوجد أحداث                      |
| أنتويرب        | دعوة                              | دعوة                              | البطولة العالمية لرابطة المحترفين | البطولة العالمية لرابطة المحترفين | البطولة العالمية لرابطة المحترفين | لا يوجد أحداث                     | ستيتش                              | مارك روسيه                         | غريغ روزيدسكي                      | لا يوجد أحداث                      |
| تورونتو داخلي  | إيفان ليندل                       | لا يوجد أحداث                     | لا يوجد أحداث                     | لا يوجد أحداث                     | لا يوجد أحداث                     | لا يوجد أحداث                     | لا يوجد أحداث                      | لا يوجد أحداث                      | لا يوجد أحداث                      | لا يوجد أحداث                      |
| ممفيس          | البطولة العالمية لرابطة المحترفين | ليندل                             | مالفاي واشنطن                     | كورير                             | تود مارتن                         | مارتن                             | سامبراس                            | تشانغ                              | مارك فيليبوسيس                     | تومي هاس                           |
| روتردام        | البطولة العالمية لرابطة المحترفين | البطولة العالمية لرابطة المحترفين | البطولة العالمية لرابطة المحترفين | البطولة العالمية لرابطة المحترفين | البطولة العالمية لرابطة المحترفين | البطولة العالمية لرابطة المحترفين | البطولة العالمية لرابطة المحترفين  | البطولة العالمية لرابطة المحترفين  | البطولة العالمية لرابطة المحترفين  | كافيلنيكوف                         |
| ميلانو ولندن   | البطولة العالمية لرابطة المحترفين | البطولة العالمية لرابطة المحترفين | البطولة العالمية لرابطة المحترفين | بيكر                              | بيكر                              | يفغيني كافلنيكوف                  | إيفانسيفتش                         | إيفانسيفتش                         | كافيلنيكوف                         | كرايسيك                            |
| فيلادلفيا      | بيت سامبراس                       | ليندل                             | سامبراس                           | مارك وودفورد                      | مايكل تشانج                       | توماس إينكفيست                    | كورير                              | سامبراس                            | سامبراس                            | لا يوجد أحداث                      |
| شتوتغارت داخلي | بيكر                              | إدبيرغ                            | إيفانسيفتش                        | ستيتش                             | إدبيرغ                            | ريتشارد كرايتشك                   | بطولة السوبر 9 لرابطة محترفي التنس | بطولة السوبر 9 لرابطة محترفي التنس | بطولة السوبر 9 لرابطة محترفي التنس | بطولة السوبر 9 لرابطة محترفي التنس |
| طوكيو خارجي    | ستيفان إدبرغ                      | إدبيرغ                            | جيم كورير                         | سامبراس                           | سامبراس                           | كورير                             | سامبراس                            | كرايسيك                            | أندريه بافل                        | نيكولاس كيفر                       |
| برشلونة        | أندريس غوميز                      | إميليو سانشيز                     | كارلوس كوستا (تنس)                | أندريه ميدفيديف                   | ريتشارد كرايتشك                   | توماس موستر                       | موستر                              | ألبيرت كوستا                       | مارتن                              | فيليكس مانتيلا                     |
| شتوتغارت خارجي | غوران إيفانيسيفيش                 | مايكل ستيتش                       | أندريه ميدفيديف                   | ماغنوس غوستافسون                  | ألبرتو بيراساتيغي                 | موستر                             | موستر                              | كوريتخا                            | غوستافو كويرتن                     | ماجنوس نورمان                      |
| كتسبويل        | البطولة العالمية لرابطة المحترفين | البطولة العالمية لرابطة المحترفين | البطولة العالمية لرابطة المحترفين | البطولة العالمية لرابطة المحترفين | البطولة العالمية لرابطة المحترفين | البطولة العالمية لرابطة المحترفين | البطولة العالمية لرابطة المحترفين  | البطولة العالمية لرابطة المحترفين  | البطولة العالمية لرابطة المحترفين  | مارسيلو ريوس                       |
| واشنطن العاصمة | أندريه أغاسي                      | أندريه أغاسي                      | Korda                             | أموس مانسدورف                     | إدبيرغ                            | أندريه أغاسي                      | تشانغ                              | تشانغ                              | أندريه أغاسي                       | أندريه أغاسي                       |
| إنديانابوليس   | بيكر                              | سامبراس                           | سامبراس                           | كورير                             | واين فيريرا                       | توماس إينكفيست                    | سامبراس                            | يوناس بيوركمان                     | كوريتخا                            | نيكولاس لابينتي                    |
| نيو هيفن       | ديريك روستاجنو                    | بيتر كوردا                        | إدبيرغ                            | أندريه ميدفيديف                   | بيكر                              | أندريه أغاسي                      | أليكس أوبراين                      | كافيلنيكوف                         | كارول كوسيرا                       | لا يوجد أحداث                      |
| سيدني داخلي    | بيكر                              | إدبيرغ                            | إيفانسيفتش                        | خايمي يزاجا                       | كرايسيك                           | لا يوجد أحداث                     | لا يوجد أحداث                      | لا يوجد أحداث                      | لا يوجد أحداث                      | لا يوجد أحداث                      |
| طوكيو داخلي    | ليندل                             | إدبيرغ                            | ليندل                             | ليندل                             | إيفانسيفتش                        | تشانغ                             | لا يوجد أحداث                      | لا يوجد أحداث                      | لا يوجد أحداث                      | لا يوجد أحداث                      |
| سنغافورة       | البطولة العالمية لرابطة المحترفين | البطولة العالمية لرابطة المحترفين | البطولة العالمية لرابطة المحترفين | لا يوجد أحداث                     | لا يوجد أحداث                     | لا يوجد أحداث                     | البطولة العالمية لرابطة المحترفين  | غوستافسون                          | مارسيلو ريوس                       | مارسيلو ريوس                       |
| فيينا          | البطولة العالمية لرابطة المحترفين | البطولة العالمية لرابطة المحترفين | البطولة العالمية لرابطة المحترفين | البطولة العالمية لرابطة المحترفين | البطولة العالمية لرابطة المحترفين | البطولة العالمية لرابطة المحترفين | بيكر                               | إيفانسيفتش                         | سامبراس                            | روسيدسكي                           |

### الفائزون بالسلسلة الذهبية لبطولة رابطة المحترفين
|                        | 2000                              | 2001                                         | 2002                                         | 2003                                         | 2004                                         | 2005                                         | 2006                              | 2007                              | 2008                              |
| ---------------------- | --------------------------------- | -------------------------------------------- | -------------------------------------------- | -------------------------------------------- | -------------------------------------------- | -------------------------------------------- | --------------------------------- | --------------------------------- | --------------------------------- |
| روتردام                | سيدريك بيولين                     | نيكولا إسكوديه                               | إسكوديه                                      | ماكس ميرني                                   | هيويت                                        | روجر فيدرير                                  | راديك ستيبانيك                    | ميخائيل يوجني                     | ميشيل لودرا                       |
| ممفيس                  | ماغنوس لارسون                     | مارك فيليبوسيس                               | روديك                                        | تايلور دينت                                  | يواكيم يوهانسون                              | كارلسون                                      | تومي هاس                          | هاس                               | ستيف دارسيس                       |
| لندن                   | مارك روسيه                        | السلسلة العالمية لرابطة محترفي التنس (ميلان) | السلسلة العالمية لرابطة محترفي التنس (ميلان) | السلسلة العالمية لرابطة محترفي التنس (ميلان) | السلسلة العالمية لرابطة محترفي التنس (ميلان) | السلسلة العالمية لرابطة محترفي التنس (ميلان) | لا يوجد أحداث                     | لا يوجد أحداث                     | لا يوجد أحداث                     |
| دبي                    | البطولة العالمية لرابطة المحترفين | خوان كارلوس فيريرو                           | فابريس سانتورو                               | فيدرير                                       | فيدرير                                       | فيدرير                                       | نادال                             | فيدرير                            | روديك                             |
| مدينة مكسيكو وأكابولكو | خوان اجناثيو شيلا                 | كويرتن                                       | كارلوس مويا                                  | أجوستين كاليري                               | مويا                                         | رافاييل نادال                                | لويس هورنا                        | شيلا                              | نيكولاس ألماغرو                   |
| برشلونة                | مارات سافين                       | فيريرو                                       | غاستون غاوديو                                | مويا                                         | تومي روبريدو                                 | نادال                                        | نادال                             | نادال                             | نادال                             |
| شتوتغارت               | فرانكو سكيلاري                    | كويرتن                                       | البطولة العالمية لرابطة المحترفين            | غييرمو كوريا                                 | جويرمو كانياس                                | نادال                                        | دافيد فيرير                       | نادال                             | خوان مارتن ديل بوترو              |
| كتسبويل                | أليكس كوريتخا                     | نيكولاس لابينتي                              | كوريتخا                                      | كوريا                                        | نيكولاس ماسو                                 | غاوديو                                       | كاليري                            | خوان موناكو                       | ديل بوترو                         |
| واشنطن العاصمة         | كوريتخا                           | أندي روديك                                   | جيمس بليك                                    | البطولة العالمية لرابطة المحترفين            | البطولة العالمية لرابطة المحترفين            | البطولة العالمية لرابطة المحترفين            | البطولة العالمية لرابطة المحترفين | البطولة العالمية لرابطة المحترفين | البطولة العالمية لرابطة المحترفين |
| إنديانابوليس           | غوستافو كويرتن                    | باتريك رافتر                                 | غريغ روزيدسكي                                | البطولة العالمية لرابطة المحترفين            | البطولة العالمية لرابطة المحترفين            | البطولة العالمية لرابطة المحترفين            | البطولة العالمية لرابطة المحترفين | البطولة العالمية لرابطة المحترفين | البطولة العالمية لرابطة المحترفين |
| طوكيو                  | سجينغ شالكن                       | ليتون هيووت                                  | كينيث كارلسن                                 | راينر شوتلر                                  | جيري نوفاك                                   | ويسلي مودي                                   | فيدرير                            | فيرير                             | توماس بيرديتش                     |
| فيينا                  | تيم هينمان                        | تومي هاس                                     | روجر فيدرير                                  | فيدرير                                       | فيليسيانو لوبيز                              | إيفان ليوبيسيتش                              | ليوبيسيتش                         | نوفاك دجوكوفيتش                   | فيليب بيتشنر                      |

### الفائزون بالبطولة العالمية لرابطة المحترفين 500 نقطة
|                | 2009                                       | 2010                                       | 2011                                       | 2012                                       | 2013                                       | 2014                                       | 2015                                       | 2016                                       | 2017                                       | 2018                                       |
| -------------- | ------------------------------------------ | ------------------------------------------ | ------------------------------------------ | ------------------------------------------ | ------------------------------------------ | ------------------------------------------ | ------------------------------------------ | ------------------------------------------ | ------------------------------------------ | ------------------------------------------ |
| روتردام        | أندي موراي                                 | روبن سودرلينغ                              | سودرلينغ                                   | فيدرير                                     | ديل بوترو                                  | توماس بيرديتش                              | ستان فافرينكا                              | مارتن كليزان                               | تسونغا                                     | فيدرير                                     |
| ممفيس          | أندي روديك                                 | سام كويري                                  | روديك                                      | يورجن ميلتسر                               | نيشيكوري                                   | بطولة رابطة محترفي التنس العالمية 250 نقطة | بطولة رابطة محترفي التنس العالمية 250 نقطة | بطولة رابطة محترفي التنس العالمية 250 نقطة | بطولة رابطة محترفي التنس العالمية 250 نقطة | بطولة رابطة محترفي التنس العالمية 250 نقطة |
| ريو دي جانيرو  | لا يوجد أحداث                              | لا يوجد أحداث                              | لا يوجد أحداث                              | لا يوجد أحداث                              | لا يوجد أحداث                              | نادال                                      | فيرير                                      | بابلو كويفاس                               | ثيم                                        | دييغو شفارتزمان                            |
| أكابولكو       | نيكولاس ألماغرو                            | دافيد فيرير                                | فيرير                                      | فيرير                                      | نادال                                      | غريغور ديمتروف                             | فيرير                                      | دومينيك ثيم                                | كويري                                      | ديل بوترو                                  |
| دبي            | نوفاك دجوكوفيتش                            | دجوكوفيتش                                  | دجوكوفيتش                                  | فيدرير                                     | دجوكوفيتش                                  | فيدرير                                     | فيدرير                                     | فافرينكا                                   | موراي                                      | روبرتو باوتيستا أغوت                       |
| برشلونة        | رافاييل نادال                              | فرناندو فيرداسكو                           | نادال                                      | نادال                                      | نادال                                      | نيشيكوري                                   | نيشيكوري                                   | نادال                                      | نادال                                      | رافاييل نادال                              |
| هالة           | بطولة رابطة محترفي التنس العالمية 250 نقطة | بطولة رابطة محترفي التنس العالمية 250 نقطة | بطولة رابطة محترفي التنس العالمية 250 نقطة | بطولة رابطة محترفي التنس العالمية 250 نقطة | بطولة رابطة محترفي التنس العالمية 250 نقطة | بطولة رابطة محترفي التنس العالمية 250 نقطة | فيدرير                                     | فلوريان ماير (لاعب كرة مضرب)               | فيدرير                                     | بورنا كوريتش                               |
| لندن           | بطولة رابطة محترفي التنس العالمية 250 نقطة | بطولة رابطة محترفي التنس العالمية 250 نقطة | بطولة رابطة محترفي التنس العالمية 250 نقطة | بطولة رابطة محترفي التنس العالمية 250 نقطة | بطولة رابطة محترفي التنس العالمية 250 نقطة | بطولة رابطة محترفي التنس العالمية 250 نقطة | موراي                                      | موراي                                      | فيليسيانو لوبيز                            | Cilic                                      |
| هامبورغ        | نيكولاي دافيدينكو                          | أندري غولوبيف                              | جيل سيمون                                  | خوان موناكو                                | فابيو فونيني                               | ليوناردو ماير                              | نادال                                      | كليزان                                     | ليوناردو ماير                              | نيكولوز باسيلاشفيلي                        |
| واشنطن العاصمة | خوان مارتن ديل بوترو                       | ديفيد نالبانديان                           | راديك ستيبانيك                             | ألكسندر دولغوبولوف                         | ديل بوترو                                  | ميلوش راونيتش                              | نيشيكوري                                   | غاييل مونفيس                               | ألكسندر زفيريف (لاعب تنس ولد 1997)         | زفيريف                                     |
| بكين           | دجوكوفيتش                                  | دجوكوفيتش                                  | توماس بيرديتش                              | دجوكوفيتش                                  | دجوكوفيتش                                  | دجوكوفيتش                                  | دجوكوفيتش                                  | موراي                                      | نادال                                      | باسيلاشفيلي                                |
| طوكيو          | جو ويلفرد تسونجا                           | نادال                                      | موراي                                      | كي نيشيكوري                                | ديل بوترو                                  | نيشيكوري                                   | فافرينكا                                   | نيك كيريوس                                 | ديفيد جوفان                                | دانييل ميدفيديف                            |
| فيينا          | بطولة رابطة محترفي التنس العالمية 250 نقطة | بطولة رابطة محترفي التنس العالمية 250 نقطة | بطولة رابطة محترفي التنس العالمية 250 نقطة | بطولة رابطة محترفي التنس العالمية 250 نقطة | بطولة رابطة محترفي التنس العالمية 250 نقطة | بطولة رابطة محترفي التنس العالمية 250 نقطة | فيرير                                      | موراي                                      | لوكاس بويلي                                | كيفن أندرسون                               |
| بازل           | دجوكوفيتش                                  | روجر فيدرير                                | فيدرير                                     | ديل بوترو                                  | ديل بوترو                                  | فيدرير                                     | فيدرير                                     | مارين سيليتش                               | فيدرير                                     | فيدرير                                     |
| فالنسيا        | موراي                                      | فيرير                                      | مارسيل غرانوييرس                           | فيرير                                      | ميخائيل يوجني                              | موراي                                      | بطولة رابطة محترفي التنس العالمية 250 نقطة | لا يوجد أحداث                              | لا يوجد أحداث                              | لا يوجد أحداث                              |

### الفائزون ببطولة رابطة محترفي التنس 500 نقطة
|                | 2019                              | 2020                          | 2021                              |
| -------------- | --------------------------------- | ----------------------------- | --------------------------------- |
| روتردام        | غاييل مونفيس                      | مونفيس                        | روبليف                            |
| ريو دي جانيرو  | لاسلو ديري                        | كريستيان غارين                | ألغيت                             |
| أكابولكو       | نيك كيريوس                        | رافاييل نادال                 | ألكسندر زفيريف                    |
| دبي            | روجر فيدرير                       | دجوكوفيتش                     | أصلان كاراتسيف                    |
| برشلونة        | دومينيك ثيم                       | ألغيت بسبب جائحة فيروس كورونا | نادال                             |
| هالة           | فيدرير                            | ألغيت بسبب جائحة فيروس كورونا | أوغو هامبرت                       |
| لندن           | فيليسيانو لوبيز                   | ألغيت بسبب جائحة فيروس كورونا | ماتيو بوريتيني                    |
| هامبورغ        | نيكولوز باسيلاشفيلي               | آندريه روبليف                 | بابلو كارينو                      |
| واشنطن العاصمة | كيريوس                            | ألغيت                         | جانيك سينر                        |
| سانت بطرسبرغ   | بطولة رابطة محترفي التنس 250 نقطة | روبليف                        | بطولة رابطة محترفي التنس 250 نقطة |
| بكين           | ثيم                               | ألغيت                         | ألغيت                             |
| طوكيو          | نوفاك دجوكوفيتش                   | ألغيت                         | ألغيت                             |
| فيينا          | ثيم                               | روبليف                        | زفيريف                            |
| بازل           | فيدرير                            | ألغيت                         | ألغيت                             |

## بطولات الزوجي

### الفائزون بسلسلة بطولة رابطة المحترفين
|                | 1990                                 | 1991                                 | 1992                                 | 1993                                 | 1994                                 | 1995                                 | 1996                                 | 1997                                 | 1998                                 | 1999                               |
| -------------- | ------------------------------------ | ------------------------------------ | ------------------------------------ | ------------------------------------ | ------------------------------------ | ------------------------------------ | ------------------------------------ | ------------------------------------ | ------------------------------------ | ---------------------------------- |
| بروكسل         | إميليو سانشيز سلوبودان جيفوجينوفيتش  | تود وودبريدج مارك وودفورد            | بورس بيكر جون ماكنرو                 | لا يوجد أحداث                        | لا يوجد أحداث                        | لا يوجد أحداث                        | لا يوجد أحداث                        | لا يوجد أحداث                        | لا يوجد أحداث                        | لا يوجد أحداث                      |
| أنتويرب        | دعوة                                 | دعوة                                 | سلسلة بطولة رابطة المحترفين العالمية | سلسلة بطولة رابطة المحترفين العالمية | سلسلة بطولة رابطة المحترفين العالمية | لا يوجد أحداث                        | يوناس بيوركمان نيكلاس كولتي          | آدامز أوليفييه ديلتر                 | واين فيريرا كافيلنيكوف               | لا يوجد أحداث                      |
| تورونتو داخلي  | باتريك غالبريث ديفيد ماكفيرسن        | لا يوجد أحداث                        | لا يوجد أحداث                        | لا يوجد أحداث                        | لا يوجد أحداث                        | لا يوجد أحداث                        | لا يوجد أحداث                        | لا يوجد أحداث                        | لا يوجد أحداث                        | لا يوجد أحداث                      |
| ممفيس          | سلسلة بطولة رابطة المحترفين العالمية | أودو ريجليوسكي مايكل ستيتش           | وودبريدج وودفورد                     | وودبريدج وودفورد                     | بلاك ستارك                           | بالمر رينيبريغ                       | مارك نولز دانييل نيستور              | إليس فيريرا غالبريث                  | وودبريدج وودفورد                     | وودبريدج وودفورد                   |
| روتردام        | سلسلة بطولة رابطة المحترفين العالمية | سلسلة بطولة رابطة المحترفين العالمية | سلسلة بطولة رابطة المحترفين العالمية | سلسلة بطولة رابطة المحترفين العالمية | سلسلة بطولة رابطة المحترفين العالمية | سلسلة بطولة رابطة المحترفين العالمية | سلسلة بطولة رابطة المحترفين العالمية | سلسلة بطولة رابطة المحترفين العالمية | سلسلة بطولة رابطة المحترفين العالمية | آدامز دي جاجر                      |
| ميلانو ولندن   | سلسلة بطولة رابطة المحترفين العالمية | سلسلة بطولة رابطة المحترفين العالمية | سلسلة بطولة رابطة المحترفين العالمية | كراتزمان ماسور                       | نيسن سوك                             | بيكر فورجيه                          | أندريا غاودنزي غوران إيفانيسيفيش     | بابلو البانو بيتر نيبورغ             | دام غراب                             | تيم هينمان غريغ روزيدسكي           |
| فيلادلفيا      | ريك ليتش جيم بف                      | ليتش بف                              | وودبريدج وودفورد                     | غراب رينيبريغ                        | جاكو التينغ هارهويس                  | غراب ستارك                           | وودبريدج وودفورد                     | سيباستيان لارو أليكس أوبراين         | جاكو التينغ بول هارهويس              | لا يوجد أحداث                      |
| شتوتغارت داخلي | غاي فورجيه ياكوب هلاسك               | سيرخيو كاسال سانشيز                  | توم نيسن سيريل سوك                   | كراتزمان ماسور                       | دايفيد آدامز أندريه أولهوفسكي        | كونيل غالبريث                        | بطولة السوبر 9 لرابطة محترفي التنس   | بطولة السوبر 9 لرابطة محترفي التنس   | بطولة السوبر 9 لرابطة محترفي التنس   | بطولة السوبر 9 لرابطة محترفي التنس |
| طوكيو خارجي    | مارك كراتزمان والي ماسور             | ستيفان إدبرغ وودبريدج                | كيلي جونز ليتش                       | فلاتش ليتش                           | هنريك هولم أندرس جاريد               | مارك نولز ستارك                      | وودبريدج وودفورد                     | مارتن دام فاتشيك                     | لارو نيستور                          | تارانغو فاتشيك                     |
| برشلونة        | أندريس غوميز خافيير سانشيز           | هوراسيو دي لا بينيا دييغو نارجيسو    | غوميز سانشيز                         | شلبي كانون ميلفيل                    | يفغيني كافلنيكوف ديفيد ريكل          | تريفور كرونمان ماكفيرسون             | لويس لوبو سانشيز                     | ألبرتو بيراساتيغي جوردي بريلو        | جاكو التينغ هارهويس                  | هارهويس كافيلنيكوف                 |
| شتوتغارت خارجي | بيتر ألدريتش داني فيسر               | ماسور سانشيز                         | جلين لاينديكير بايرون تالبوت         | نيسن سوك                             | ميلفيل بيت نورفال                    | توماس كاربونيل فرانسيسكو رويج        | ليبور بيميك تالبوت                   | غوستافو كويرتن فيرناندو ميليغيني     | ديلتر فابريس سانتورو                 | خايمي أونسينس دانيال أورسانيك      |
| كتسبويل        | سلسلة بطولة رابطة المحترفين العالمية | سلسلة بطولة رابطة المحترفين العالمية | سلسلة بطولة رابطة المحترفين العالمية | سلسلة بطولة رابطة المحترفين العالمية | سلسلة بطولة رابطة المحترفين العالمية | سلسلة بطولة رابطة المحترفين العالمية | سلسلة بطولة رابطة المحترفين العالمية | سلسلة بطولة رابطة المحترفين العالمية | سلسلة بطولة رابطة المحترفين العالمية | كريس هاجارد بيتر نيبورغ            |
| واشنطن العاصمة | غرانت كونيل جلين ميتشيباتا           | ديفيز بات                            | بريت غارنت جاريد بالمر               | بايرون بلاك ليتش                     | كونيل غالبريث                        | أوليفييه ديلتر جيف تارانغو           | كونيل ديفيز                          | لوك ينسن ميرفي جنسن                  | غرانت ستافورد كيفن أولييت            | جستين جيملستوب لارو                |
| إنديانابوليس   | سكوت ديفيز ديفيد بات                 | كين فلاتش روبرت سيجوسو               | غراب رينيبريغ                        | ديفيز تود مارتن                      | وودبريدج وودفورد                     | نولز دانييل نيستور                   | غراب رينيبريغ                        | ميكائيل تيلستروم مايكل تيبوت         | جيري نوفاك ريكي                      | هارهويس بالمر                      |
| نيو هيفن       | جيف براون سكوت ميلفيل                | بيتر كوردا ماسور                     | جونز ليتش                            | سوك دانيال فاتشيك                    | كونيل غالبريث                        | ليتش ميلفيل                          | بلاك كونيل                           | ماهيش بوباثي ليندر بايس              | واين آرثرز تراميشي                   | لا يوجد أحداث                      |
| سيدني داخلي    | برودريك ديك بيتر لوندغرين            | جيم غراب ريتشي رينيبريغ              | باتريك ماكنرو جوناثان ستارك          | ماكنرو رينيبريغ                      | جاكو التينغ هارهويس                  | لا يوجد أحداث                        | لا يوجد أحداث                        | لا يوجد أحداث                        | لا يوجد أحداث                        | لا يوجد أحداث                      |
| طوكيو داخلي    | فورجيه هلاسك                         | غراب رينيبريغ                        | وودبريدج وودفورد                     | كونيل غالبريث                        | كونيل غالبريث                        | جاكو التينغ هارهويس                  | لا يوجد أحداث                        | لا يوجد أحداث                        | لا يوجد أحداث                        | لا يوجد أحداث                      |
| سنغافورة       | سلسلة بطولة رابطة المحترفين العالمية | سلسلة بطولة رابطة المحترفين العالمية | سلسلة بطولة رابطة المحترفين العالمية | لا يوجد أحداث                        | لا يوجد أحداث                        | لا يوجد أحداث                        | سلسلة بطولة رابطة المحترفين العالمية | بوباثي بايس                          | وودبريدج وودفورد                     | ماكس ميرني تاينو                   |
| فيينا          | سلسلة بطولة رابطة المحترفين العالمية | سلسلة بطولة رابطة المحترفين العالمية | سلسلة بطولة رابطة المحترفين العالمية | سلسلة بطولة رابطة المحترفين العالمية | سلسلة بطولة رابطة المحترفين العالمية | سلسلة بطولة رابطة المحترفين العالمية | كافيلنيكوف فاتشيك                    | فيريرا غالبريث                       | كافيلنيكوف فاتشيك                    | ديفيد برينوزيل ساندون ستول         |

### الفائزون بالسلسلة الذهبية لبطولة رابطة المحترفين
|                        | 2000                              | 2001                                         | 2002                                         | 2003                                         | 2004                                         | 2005                                         | 2006                              | 2007                                | 2008                              |
| ---------------------- | --------------------------------- | -------------------------------------------- | -------------------------------------------- | -------------------------------------------- | -------------------------------------------- | -------------------------------------------- | --------------------------------- | ----------------------------------- | --------------------------------- |
| روتردام                | دايفيد آدامز جون لافني دي جاجر    | يوناس بيوركمان روجر فيدرير                   | فيديرر ماكس ميرني                            | واين آرثرز بول هانلي (تنس)                   | هانلي شتيبانيك                               | جوناثان إيرليتش أندي رام                     | هانلي أويليات                     | بايس دام                            | توماس بيرديتش دميتري تورسنوف      |
| ممفيس                  | جستين جيملستوب سيباستيان لارو     | بوب براين مايك براين                         | مافي زيمونيتش                                | نولز نيستور                                  | بريان بريان                                  | سيمون أسبلين تود بيري (تنس)                  | هاغارد إيفو كارلوفيتش             | إريك بوتوراك جايمي موري             | بوباثي نولز                       |
| لندن                   | آدامز دي جاجر                     | السلسلة العالمية لرابطة محترفي التنس (ميلان) | السلسلة العالمية لرابطة محترفي التنس (ميلان) | السلسلة العالمية لرابطة محترفي التنس (ميلان) | السلسلة العالمية لرابطة محترفي التنس (ميلان) | السلسلة العالمية لرابطة محترفي التنس (ميلان) | لا يوجد أحداث                     | لا يوجد أحداث                       | لا يوجد أحداث                     |
| دبي                    | البطولة العالمية لرابطة المحترفين | جوشوا إيغل ستول                              | نولز دانييل نيستور                           | بايس ديفيد ريكل                              | بوباثي فابريس سانتورو                        | دام شتيبانيك                                 | هانلي أويليات                     | سانتورو زيمونيتش                    | بوباثي نولز                       |
| مدينة مكسيكو وأكابولكو | بايرون بلاك دونالد جونسون         | جونسون غوستافو كويرتن                        | بريان بريان                                  | نولز نيستور                                  | بريان بريان                                  | دافيد فيرير سانتياجو فينتورا                 | تشيرماك فريدل                     | بوتيتو ستاراشي مارتن فاسالو أرجويلو | أوليفر ماراش ميكال مرتيناك        |
| برشلونة                | نيكلاس كولتي ميكائيل تيلستروم     | جونسون بالمر                                 | مايكل هيل (تنس) دانيال فاتشيك                | بريان بريان                                  | نولز نيستور                                  | بايس زيمونيتش                                | نولز نيستور                       | بافل أليسكاندر وسكي                 | بريان بريان                       |
| شتوتغارت               | جيري نوفاك ديفيد ريكل             | جويرمو كانياس راينر شوتلر                    | البطولة العالمية لرابطة المحترفين            | توماش سيبوليك بافل فيزنر                     | نوفاك شتيبانيك                               | خوسيه أكاسوسو بريتو                          | غاستون غاوديو ميرني               | تشيرماك فريدل                       | كريستوفر كاس كولشرايبر            |
| كتسبويل                | بابلو البانو سيريل سوك            | أليكس كوريتخا لويس لوبو                      | روبي كونيغ شيمادا                            | دام سوك                                      | فرانتيسيك تشيرماك ليوس فريدل                 | فريدل أندريه بافل                            | ستيفان كوبيك فيليب كولشرايبر      | لويس هورنا ستاراس                   | جيمس سيريتاني فيكتور هانيسكو      |
| واشنطن العاصمة         | أليكس أوبراين جاريد بالمر         | مارتن دام ديفيد برينوزيل                     | واين بلاك كيفن أولييت                        | البطولة العالمية لرابطة المحترفين            | البطولة العالمية لرابطة المحترفين            | البطولة العالمية لرابطة المحترفين            | البطولة العالمية لرابطة المحترفين | البطولة العالمية لرابطة المحترفين   | البطولة العالمية لرابطة المحترفين |
| إنديانابوليس           | ليتون هيووت ساندون ستول           | مارك نولز مافي                               | نولز نيستور                                  | البطولة العالمية لرابطة المحترفين            | البطولة العالمية لرابطة المحترفين            | البطولة العالمية لرابطة المحترفين            | البطولة العالمية لرابطة المحترفين | البطولة العالمية لرابطة المحترفين   | البطولة العالمية لرابطة المحترفين |
| طوكيو                  | ماهيش بوباثي ليندر بايس           | ريك ليتش ديفيد ماكفيرسن                      | جيف كوتزي كريس هاجارد                        | جيميلستوب نيكولاس كيفر                       | جاريد بالمر فيزنر                            | ساتوشي إيوابوتشي تاكاو سوزوكي                | أشلي فيشر تريب فيليبس             | جوردان كير روبرت ليندستيدت          | ميخائيل يوجني ميشا زفيريف         |
| فيينا                  | يفغيني كافلنيكوف نيناد زيمونيتش   | دام راديك ستيبانيك                           | إيجل ستول                                    | إيف أليجرو فيديرر                            | دام سوك                                      | نولز نيستور                                  | بيتر بالا فيزنر                   | ماريوس فيرستينبرغ مارسين ماتكوفسكي  | ميرني رام                         |

### الفائزون بالبطولة العالمية لرابطة المحترفين 500 نقطة
| Year           | 2009                                       | 2010                                       | 2011                                       | 2012                                       | 2013                                       | 2014                                       | 2015                                       | 2016                                       | 2017                                       | 2018                                       |               |
| -------------- | ------------------------------------------ | ------------------------------------------ | ------------------------------------------ | ------------------------------------------ | ------------------------------------------ | ------------------------------------------ | ------------------------------------------ | ------------------------------------------ | ------------------------------------------ | ------------------------------------------ | ------------- |
| روتردام        | دانييل نيستور نيناد زيمونيتش               | نيستور زيمونيتش                            | ميلزر فيليب بيتشنر                         | لودرا زيمونيتش                             | ليندستيدت زيمونيتش                         | لودرا نيكولا مايو                          | روجر تيكاو                                 | ماهوت بوسبيسل                              | دوديج مارسيل غرانوييرس                     | هيربرت ماهوت                               |               |
| ممفيس          | ماردي فيش مارك نولز                        | جون إيسنر سام كويري                        | ماكس ميرني نيستور                          | ميرني نيستور                               | بريان بريان                                | بطولة رابطة محترفي التنس العالمية 250 نقطة | بطولة رابطة محترفي التنس العالمية 250 نقطة | بطولة رابطة محترفي التنس العالمية 250 نقطة | بطولة رابطة محترفي التنس العالمية 250 نقطة | بطولة رابطة محترفي التنس العالمية 250 نقطة |               |
| ريو دي جانيرو  | لا يوجد أحداث                              | لا يوجد أحداث                              | لا يوجد أحداث                              | لا يوجد أحداث                              | لا يوجد أحداث                              | خوان سيباستيان كابال روبرت فرح مقصود       | مارتن كليزان فيليب أوزوالد                 | كابال فرح مقصود                            | بابلو كارينو بابلو كويفاس                  | ماريرو فيرداسكو                            |               |
| أكابولكو       | فرانتيسيك تشيرماك ميكال مرتيناك            | أوكاش كوبوت أوليفر ماراش                   | فيكتور هانيسكو هوريا تيكاو                 | ماريرو فرناندو فيرداسكو                    | كوبت ماريرو                                | كيفن أندرسون ماثيو ايبدين                  | إيفان دوديج مارسيلو ميلو                   | هيوي ميرني                                 | ج. موراي سوريس                             | ج. موراي سوريس                             |               |
| دبي            | ريك دي فوست دميتري تورسنوف                 | أسبلين هانلي                               | سيرجي ستاخوفسكي ميخائيل يوجني              | ماهيش بوباثي روهان بوبانا                  | بوباثي لودرا                               | بوبانا اعصام الحق قريشي                    | بوبانا نيستور                              | سيموني بوليلي أندرياس سيبي                 | روجر تيكاو                                 | روجر تيكاو                                 |               |
| برشلونة        | نيستور زيمونيتش                            | نيستور زيمونيتش                            | سانتياغو غونزاليز سكوت ليبسكي              | ماريوس فيرستينبرغ مارسين ماتكوفسكي         | بيا سوريس                                  | جيسي هوتا جالانج ستيفان روبرت              | دراجانجا هنري كونتينين                     | B. بريان M. بريان                          | ميرغيا قريشي                               | فيليسيانو لوبيز م. لوبيز                   |               |
| هالة           | بطولة رابطة محترفي التنس العالمية 250 نقطة | بطولة رابطة محترفي التنس العالمية 250 نقطة | بطولة رابطة محترفي التنس العالمية 250 نقطة | بطولة رابطة محترفي التنس العالمية 250 نقطة | بطولة رابطة محترفي التنس العالمية 250 نقطة | بطولة رابطة محترفي التنس العالمية 250 نقطة | رافين كلاسين راجيف رام                     | كلاسين R. رام                              | كوبت ميلو                                  | كوبت ميلو                                  |               |
| لندن           | بطولة رابطة محترفي التنس العالمية 250 نقطة | بطولة رابطة محترفي التنس العالمية 250 نقطة | بطولة رابطة محترفي التنس العالمية 250 نقطة | بطولة رابطة محترفي التنس العالمية 250 نقطة | بطولة رابطة محترفي التنس العالمية 250 نقطة | بطولة رابطة محترفي التنس العالمية 250 نقطة | هيربيرت ماهوت                              | هيربيرت ماهوت                              | ج. موراي سوريس                             | كونتينين بيرس                              |               |
| هامبورغ        | سيمون أسبلين بول هانلي                     | مارك لوبيث ديفيد ماريرو                    | ماراش أليكساندر بيا                        | ماريرو فيرداسكو                            | فيرستينبرغ ماتكوفسكي                       | مارين دراجانجا فلورن ميرغيا                | ج. موراي جون بييرز                         | كونتينين بيرس                              | دوديج ماتي بافيتش                          | جوليو بيرالتا هوراسيو زيبالوس              |               |
| واشنطن العاصمة | مارتن دام روبرت ليندستيدت                  | فيش نولز                                   | ميشيل لودرا زيمونيتش                       | تريت هيوي دومينيك إينجلوت                  | جوليان بنيتو زيمونيتش                      | روجر تيكاو                                 | B. بريان M. بريان                          | نيستور روجر-فاسيلين                        | كونتينين بيرس                              | ج. موراي سوريس                             |               |
| بكين           | بوب براين مايك براين                       | بريان بريان                                | لوردا زيمونيتش                             | بريان بريان                                | ميرني تيكاو                                | روجر تيكاو                                 | بوسبيسل جاك سوك                            | بابلو كارينو رافاييل نادال                 | كونتينين بيرس                              | كوبت ميلو                                  |               |
| طوكيو          | جوليان نول يورجن ميلتسر                    | إريك بوتوراك جان جوليان روجر               | موراي موراي                                | بيا برونو سواريز                           | بوبانا إدوارد روجيه فازلين                 | بيار هوغو هربرت بشيجني                     | كلاسين ميلو                                | مارسيل غرانوييرس ماتكوفسكي                 | ماكلاشلان ياسوتاكا يوشياما                 | ماكلاشلان يان لينارد شتروف                 |               |
| فيينا          | بطولة رابطة محترفي التنس العالمية 250 نقطة | بطولة رابطة محترفي التنس العالمية 250 نقطة | بطولة رابطة محترفي التنس العالمية 250 نقطة | بطولة رابطة محترفي التنس العالمية 250 نقطة | بطولة رابطة محترفي التنس العالمية 250 نقطة | بطولة رابطة محترفي التنس العالمية 250 نقطة | كوبت ميلو                                  | كوبت ميلو                                  | بوبانا كويفاس                              | ساليسبوري نيل سكوبسكي                      |               |
| بازل           | نيستور زيمونيتش                            | بريان بريان                                | لودرا زيمونيتش                             | نيستور زيمونيتش                            | هيوي إنغلوت                                | فاسيك بوسبيسيل زيمونيتش                    | بيا سوريس                                  | غرانوليرس سوك                              | دوديج غرانوليرس                            | إنغلوت فرانكو شكاجور                       |               |
| فالنسيا        | تشيرماك مرتيناك                            | أندي موراي جايمي موري                      | بريان بريان                                | بيا سوريس                                  | بيا سوريس                                  | روجر تيكاو                                 | بطولة رابطة محترفي التنس العالمية 250 نقطة | لا يوجد أحداث                              | لا يوجد أحداث                              | لا يوجد أحداث                              | لا يوجد أحداث |

### الفائزون ببطولة رابطة محترفي التنس 500 نقطة
|                | 2019                                           | 2020                             | 2021                              |
| -------------- | ---------------------------------------------- | -------------------------------- | --------------------------------- |
| روتردام        | جيريمي شاردي هنري كونتينين                     | بيار هوغو هربرت ماهوت            | نيكولا مكتيتش ماتي بافيتش         |
| ريو دي جانيرو  | ماكسيمو غونزاليس نيكولاس جاري                  | مارسيل غرانوييرس هوراسيو زيبالوس | أُلغيت                             |
| أكابولكو       | ألكسندر زفيريف (لاعب تنس ولد 1997) ميشا زفيريف | أوكاش كوبوت مارسيلو ميلو         | كين سكوبسكي نيل سكوبسكي           |
| دبي            | راجيف رام ساليبسبوري                           | جون بييرز مايكل فينوس (تنس)      | كابال فرح مقصود                   |
| برشلونة        | خوان سيباستيان كابال روبرت فرح مقصود           | ألغيت بسبب جائحة فيروس كورونا    | كابال فرح مقصود                   |
| هالة           | رافين كلاسين مايكل فينوس (تنس)                 | ألغيت بسبب جائحة فيروس كورونا    | كيفن كروتز تيكاو                  |
| لندن           | فيليسيانو لوبيز أندي موراي                     | ألغيت بسبب جائحة فيروس كورونا    | هيربيرت ماهوت                     |
| هامبورغ        | أوليفر ماراش يورجن ميلتسر                      | بيرس فينوس                       | تيم بوتز فينوس                    |
| واشنطن العاصمة | كلاسين فينوس                                   | أُلغيت                            | كلاسين ماكلاشلان                  |
| سانت بطرسبرغ   | بطولة رابطة محترفي التنس 250 نقطة              | Melzer روجر-فاسيلين              | بطولة رابطة محترفي التنس 250 نقطة |
| بكين           | إيفان دوديج فيليب بولاسك                       | أُلغيت                            | أُلغيت                             |
| طوكيو          | نيكولا مايو إدوارد روجيه فازلين                | أُلغيت                            | أُلغيت                             |
| فيينا          | ر. رام ساليبسبوري                              | كوبت ميلو                        | كابال فرح مقصود                   |
| بازل           | جان جوليان روجر هوريا تيكاو                    | أُلغيت                            | أُلغيت                             |

## إحصائيات
ملاحظة: الأسماء بالغليظ هي للاعبين مازالوا يمارسون اللعب ولم يعتزلوا بعد.
| المرتبة | اللاعب               | عدد الألقاب |
| ------- | -------------------- | ----------- |
| 1       | روجر فيدرير          | 24          |
| 2       | رافاييل نادال        | 22          |
| 3       | نوفاك دجوكوفيتش      | 14          |
| 4       | بيت سامبراس          | 12          |
| 5       | دافيد فيرير          | 10          |
| 6       | بورس بيكر            | 9           |
| 6       | خوان مارتن ديل بوترو | 9           |
| 6       | أندي موراي           | 9           |
| 9       | ستيفان إدبرغ         | 8           |
| 10      | / غوران إيفانيسيفيش  | 7           |

| المرتبة | اللاعب               | عدد الألقاب |
| ------- | -------------------- | ----------- |
| 1       | دانييل نيستور        | 20          |
| 2       | نيناد زيمونيتش       | 17          |
| 3       | مارك نولز            | 15          |
| 4       | بوب براين            | 14          |
| 4       | مايك براين           | 14          |
| 6       | برونو سواريز         | 9           |
| 7       | نيكولا مايو          | 8           |
| 7       | هوريا تيكاو          | 8           |
| 9       | أوكاش كوبوت          | 7           |
| 9       | مارسيلو ميلو         | 7           |
| 9       | ماكس ميرني           | 7           |
| 9       | جايمي موري           | 7           |
| 9       | جان جوليان روجر      | 7           |
| 14      | بيار هوغو هربرت      | 6           |
| 14      | هنري كونتينين        | 6           |
| 14      | خوان سيباستيان كابال | 6           |
| 14      | روبرت فرح مقصود      | 6           |
| 14      | ميشيل لودرا          | 6           |
| 14      | أليكساندر بيا        | 6           |

## حقوق بث البطولات
حسب الموقع الرسمي لرابطة محترفي التنس تكون حقوق البث وفقاً للقارات والدول إلى:

### ناقلون حصريون للبطولات
- أستراليا: بي إن سبورتس أستراليا
- فرنسا: يوروسبورت فرنسا
- إيطاليا: راي (راديو تلفزيون إيطاليا)، سكاي إيطاليا
- البرتغال: سبورت تي في البرتغال
- إسبانيا: تيليفونيكا/موفيستار
- المملكة المتحدة: أمازون برايم فيديو
- الولايات المتحدة: تنس تشانل

### بعض القنوات الأخرى الناشرة للألعاب

#### حول العالم والقارات
- حول العالم: بيرفورم ورويترز وتلفزيون إس إن SNTV وسبورت 24 وتنس تي في Tennis TV
- آسيا: آي جيي وفياكوم 18 وإيمتيك فيديو ومياسات (أسترو سوبر سبورت).
- أوروبا: أخبار إي بي يو، وسوبر سبورت وسيتانتا سي آي أس والنادي الرياضي (سبوركلاب) والرياضة الأوروبية في التشيك وسلوفاكيا ورومانيا والمجر، وتلفزيون 3 البلطيق، وسكاي ألمانيا وراي سكاي إيطاليا والرياضة الأوروبية النرويج، وأمازون برايم فيديو.
- إفريقيا: سوبر سبورت، القناة +.
- الشرق الأوسط: بي إن سبورتس الشرق الأوسط

#### حسب الدولة
- - الصين: مجموعة وسائل الإعلام الصينية.
  - البرازيل: بي إسن إن البرازيل، إي إس بي إن البرازيل، قناة فوكس الرياضية، قناة إن بي سي الرياضية، قناة ݒي بي إس الرياضية، وباندسبورت

## الهوامش
1. ↑  ألغيت بطولة ميلان وحل محلها بطولة لندن للأعوام 1998 حتى 2000
2. ↑  حُلت بطولة ميلان وأصبحت بطولة لندن، وتعرف البطولة بميلو "MiLo"
3. ↑  ألغيت بطولة ميلان وحل محلها بطولة لندن للأعوام 1998 حتى 2000
4. ↑  حُلت بطولة ميلان وأصبحت بطولة لندن، وتعرف البطولة بميلو "MiLo"

## وصلات خارجية
- Association of Tennis Professionals (ATP) World Tour official website
- International Tennis Federation (ITF) official website